# Dieter Laser

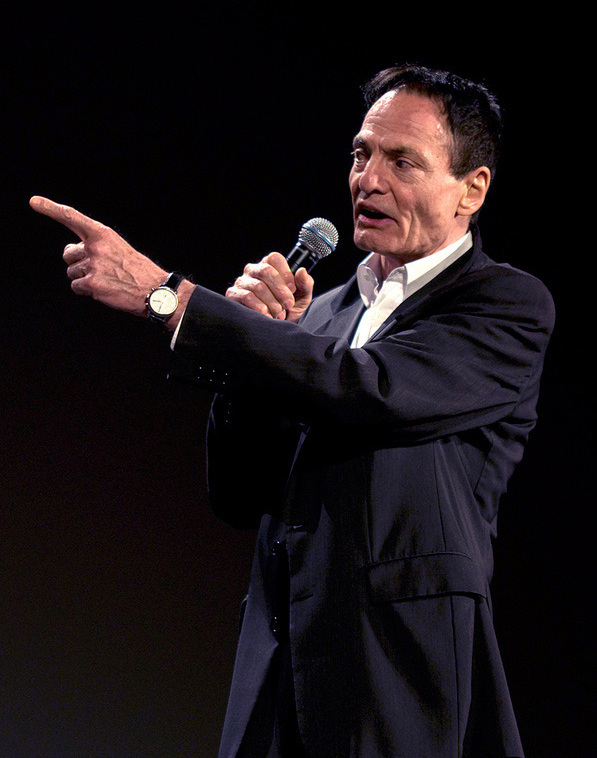
Dieter Laser (2010)

Klaus Dieter Laser (* 17. Februar 1942 in Kiel; † 29. Februar 2020 in Berlin) war ein deutscher Schauspieler.

## Kindheit
Laser wurde 1942 als zweites Kind seiner Eltern Oskar und Lore Laser geboren. Seine ältere Schwester Heidi kam 1939 ebenfalls in Kiel zur Welt; sie starb am 3. November 1987. Sein erstes Lebensjahr verbrachte Dieter Laser in Laboe bei Kiel. Als er geboren wurde, war sein Vater als Offizier der deutschen Wehrmacht in Frankreich. Als Anerkennung für die Erfindung eines neuartigen Ankers, der Landungsbooten eine Landung auch bei hohem Wellengang ermöglichen sollte, wurde er nach einem Besuch im Führerhauptquartier in Berlin auf seinen Wunsch ein Jahr lang zu einer Einheit versetzt, die im Kieler Hafen Bunker für U-Boote baute. So konnte er fast ein Jahr bei seiner Frau und seinen beiden Kindern sein. Danach wurde Oskar Laser an die Ostfront beordert und fiel am 16. Juni 1943 bei Orel, Sowjetunion, während eines „Himmelfahrtskommandos“, zu dem er wegen seiner christlichen Überzeugung abkommandiert worden war. Zu diesem Zeitpunkt war Dieter Laser knapp eineinhalb Jahre alt.
Dieter Laser wurde zwischenzeitlich wegen ständiger Luftangriffe auf Kiel mit seiner Mutter und Schwester von Laboe evakuiert. Über mehrere Stationen kam die Familie nach Rothenburg ob der Tauber, wo sie unter dramatischen Umständen im April 1945 das Kriegsende erlebte. Dieter Laser wurde mit seiner Mutter und seiner Schwester von amerikanischen Soldaten aus einem brennenden Luftschutzkeller gerettet. Der Dreijährige hatte dort aber neben einem TBC-Kranken gelegen und erkrankte ebenfalls. Die Krankheit verschlimmerte sich so sehr, dass Dieter Laser in ein Krankenhaus nach Konstanz eingewiesen werden musste. Nach einiger Zeit konnte seine Mutter ihn durch die Unterstützung einer christlichen Gemeinde in Hamburg in ein Heim für TBC-kranke Kinder in die Schweiz nach Beatenberg bringen. Nachdem er sich dort erholt hatte, zog die Familie wieder nach Rothenburg und von dort mittels Wohnungstausch nach Hamburg.

## Leben und Arbeit
Dieter Laser wuchs in Hamburg auf. Seine Familie gehörte einer christlichen Gemeinschaft an, in der als einzige Lektüre die Lutherbibel erlaubt war. Den christlichen Glauben lehnte er ab und schloss mit 14 Jahren einen „Vertrag mit dem Teufel“: „Es wird bezahlt – aber gezahlt wird später.“ Nachdem er kurz vor dem Abitur auf Betreiben seiner Mutter vom Gymnasium abgehen musste, „weil Studieren den Glauben verdirbt“, verließ er sein Elternhaus und tauchte in Hamburg unter. Während seiner Schauspielausbildung arbeitete er als Statist am Deutschen Schauspielhaus Hamburg und als Hoteldiener, brach das Studium aber 1960 nach einem Jahr und trotz bestandener staatlicher Zwischenprüfung ab.
1961 wurde Laser, der weiter heimlich die Proben am Hamburger Schauspielhaus besuchte, von Gustaf Gründgens „entdeckt“, als dieser ihn des Zuschauerraums verweisen wollte. Laser wurde von Gründgens zunächst mit kleinen, dann größeren Rollen betraut. „So kam ich zur Schauspielerei, weil der Gott des Theaters gnädig mit mir war“, resümierte Laser zurückblickend. Von 1967 bis 1974 widmete er sich dem Theater. 1967 begann seine Zusammenarbeit mit Peter Stein. 1970 wechselte er mit Stein an die Berliner Schaubühne am Halleschen Ufer, wo er von 1971 bis 1973 Mitglied des Direktoriums war. Ab 1974 war Laser freischaffend und mit Gastengagements unter anderem an den Staatlichen Schauspielbühnen Berlin und am Wiener Burgtheater tätig.
In den 1970er Jahren stand Laser wiederholt unter der Regie von Rainer Erler vor der Kamera, mit dem er die fünfteilige Science-Fiction-Reihe Das Blaue Palais, in der er den Forscher Enrico Polazzo spielte, und den Film Operation Ganymed drehte. Für seine darstellerische Leistung in Ulf Miehes Regiedebüt John Glückstadt nach einer Novelle von Theodor Storm wurde Dieter Laser 1975 mit dem Deutschen Filmpreis in der Kategorie Bester Darsteller ausgezeichnet. Zwei Rollen machten ihn 1975 auch einem breiteren Publikum bekannt: In der von Wolfgang Petersen inszenierten Tatort-Folge Kurzschluss ließ er sich als der Kleinkriminelle Piet Kallweit auf ein fatales Spiel mit einem Polizeibeamten, dargestellt von Günter Lamprecht, ein. Auf der Kinoleinwand war Laser im gleichen Jahr als der windige Zeitungsreporter Tötges in Die verlorene Ehre der Katharina Blum zu sehen. 1978 spielte er neben Helmut Griem und Brigitte Fossey in Hans W. Geißendörfers Oscar-nominiertem Filmdrama Die gläserne Zelle.
In dem hochkarätig besetzten Mehrteiler Väter und Söhne – Eine deutsche Tragödie von Bernhard Sinkel über den Aufstieg und Niedergang einer deutschen Industriellenfamilie übernahm er 1986 den Part des Friedrich Deutz. Neben Gastauftritten in verschiedenen Krimiserien war Dieter Laser in den 1990er Jahren mit Filmen wie Peter Sehrs Kasper-Hauser-Verfilmung und Armin Mueller-Stahls Regiedebüt Gespräch mit dem Biest weiterhin im Kino präsent. In Der Unhold spielte er 1996, abermals unter der Regie von Volker Schlöndorff, den „Rasseforscher“ Professor Blättchen. 2007 und 2008 stand er in der Rolle des Hunnenkönigs Etzel bei den Nibelungenfestspielen in Worms auf der Bühne. Unter der Regie von Dieter Wedel spielte er 2012 dort in Das Vermögen des Herrn Süß den General Speckenschwardt.
2009 verkörperte Laser in dem niederländischen Horrorfilm Human Centipede – Der menschliche Tausendfüßler von Tom Six den rasch zur Kultfigur gewordenen Chirurgen Dr. Josef Heiter und wurde dadurch zum internationalen Star. Roger Ebert würdigte seine Darstellung, obgleich sie seine 63. Rolle sei, als diejenige, für die er „geboren worden sei“. Um seine Darstellung als bizarre Parodie in die Nähe des berüchtigten NS-Arztes Josef Mengele zu rücken, besorgte sich Laser extra einen „Eppendorfer Arztkittel“ und schlug dem Regisseur vor, der Figur zusätzlich den Vornamen Josef zu geben. Für seine schauspielerische Leistung erhielt er im gleichen Jahr beim Fantastic Fest in Austin, Texas den Darstellerpreis.
Im dritten und letzten Teil der Human-Centipede-Trilogie sollte Laser erneut mitspielen. Am 29. März 2012 erklärte er wegen profunder kreativer Differenzen seinen Ausstieg aus dem Projekt. Kurz darauf kündigte Six Entertainment im Rahmen einer offiziellen Pressemitteilung an, rechtliche Schritte gegen Laser einzuleiten. Anfang 2013 gaben beide Seiten bekannt, den Film nun doch gemeinsam umzusetzen. Die Dreharbeiten wurden Mitte desselben Jahres abgeschlossen, Die deutsche Fassung wurde 2017 veröffentlicht. In einem Interview äußerte sich Laser über massive Probleme der Synchronfassung.
Im November 2015 stand Laser in Estland für den Fantasyfilm Jesus’ Blood and Red Currants nach einem Roman von Andrus Kivirähk vor der Kamera. Seine internationale Premiere hatte der Film unter dem Titel November beim Tribeca Film Festival im April 2017. Unter dem Titel Total Eclipse kündigte Laser sein Langfilm-Regiedebüt nach eigenem Drehbuch an. Im Sommer 2019 spielte er bei den Bad Hersfelder Festspielen in der Inszenierung des Kafka-Stücks Der Prozess die Rolle des Advokaten Huld.
Dieter Laser war verheiratet und lebte mit seiner Frau Inge in Berlin, wo er auch am 29. Februar 2020 im Alter von 78 Jahren starb, wie erst sechs Wochen später bekannt wurde.

## Theaterrollen (Auswahl)
- Schauspielhaus Düsseldorf, 2006–2007: Elias Canetti: Hochzeit, Regie: Amélie Niermeyer (Rolle: Dr. Bock)

## Filmografie (Auswahl)
- 1968: Im Dickicht der Städte
- 1969: Der Rückfall
- 1971: Die Mutter
- 1971: Peer Gynt
- 1973: Optimistische Tragödie
- 1973: Desaster
- 1974: Ermittlungen gegen Unbekannt
- 1974: Das Blaue Palais – Das Genie
- 1974: Das Blaue Palais – Der Verräter
- 1974: Das Blaue Palais – Das Medium
- 1975: John Glückstadt
- 1975: Tatort – Kurzschluss
- 1975: Die letzten Ferien
- 1975: Die verlorene Ehre der Katharina Blum
- 1975: Turandot oder Der Kongress der Weißwäscher
- 1976: Das Blaue Palais – Unsterblichkeit
- 1976: Das Blaue Palais – Der Gigant
- 1976: Die Elixiere des Teufels
- 1977: Operation Ganymed
- 1978: Deutschland im Herbst
- 1978: Väter und Söhne
- 1978: Die Geburtstagsfeier
- 1978: Die gläserne Zelle
- 1978: Union der festen Hand
- 1981: Kennwort Schmetterling
- 1981: Don Quichottes Kinder
- 1981: Kreuzfahrten eines Globetrotters
- 1982: Wir
- 1982: Miras Haus
- 1982: Ein gutes Land
- 1983: Konsul Möllers Erben
- 1986: Väter und Söhne – Eine deutsche Tragödie (Mehrteiler)
- 1989: Der wilde Mann
- 1990: The Man Inside – Tödliche Nachrichten
- 1991: Zauber der Venus (Meeting Venus)
- 1993: Kaspar Hauser – Verbrechen am Seelenleben eines Menschen
- 1995: Brennendes Herz
- 1995: Wolffs Revier – Amigos
- 1995: A.S. – Schande
- 1995: Die Tote von Amelung
- 1996: Gespräch mit dem Biest
- 1996: Der Unhold (The Ogre)
- 1996: Schmetterlingsgefühle
- 1996: Erhöhte Waldbrandgefahr
- 1997: Shanghai 1937 – Hotel Shanghai
- 1997: Crazy Moon
- 1997: Hunt for CM 24 – Jagd nach CM 24
- 1997: Die Rättin
- 1998: Lexx – The Dark Zone – Mantrid
- 1998: Der Clown – Feindschaft
- 1998: Polizeiruf 110 – Rot ist eine schöne Farbe
- 1999: Lexx – The Dark Zone – Norb
- 1999: Lexx – The Dark Zone – Brison
- 1999: Lexx – The Dark Zone – The End of the Universe
- 1999: Gefangen im Jemen
- 1999: SK Kölsch – Priester
- 2000: Recycled
- 2000: Lexx – The Dark Zone – K-Town
- 2000: Die Cleveren – Spiegelbilder
- 2000: Meine grüne Freiheit – Ein Frühling in Irland
- 2001: Backlands – Abschied in den Tod
- 2001: Suck my Dick
- 2001: Der Solist – Kuriertag
- 2002: Führer Ex
- 2002: Große Mädchen weinen nicht
- 2002: Die achte Todsünde: Toskana-Karussell
- 2003: Der Solist – Kuriertag
- 2003: Baltic Storm
- 2005: Rosa Roth – Im Namen des Vaters
- 2006: Ich bin die Andere
- 2008: I Love Dries
- 2009: Human Centipede – Der menschliche Tausendfüßler (The Human Centipede (First Sequence))
- 2010: Gier
- 2015: The Human Centipede III (Final Sequence)
- 2017: November

## Auszeichnungen
- 1975: Bundesfilmpreis für John Glückstadt[29]
- 2009: Fantastic Fest – Bester Schauspieler (gewonnen)[30]
- 2010: Scream Awards 2010 – Bester Bösewicht (Nominierung)
- 2011: 4th Annual Splatcademy Awards – Bester Bösewicht / Bester Schauspieler (beide gewonnen)